# ريتشارد موريس (لاعب كريكت)
ريتشارد موريس (28 يناير 1947 بكيب تاون في جنوب أفريقيا - ) (بالإنجليزية: Richard Edwin Tuffrey Morris)‏ هو لاعب كريكت جنوب أفريقي.